# Сомерсет (Пенсильвания)
Сомерсет (англ. Somerset, /ˈsʌmərsɛt/) — боро в штате Пенсильвания (США). Административный центр округа Сомерсет. В 2010 году в боро проживали 6277 человек.

Боро Сомерсет на карте округа

## Географическое положение
Боро полностью окружено тауншипом Сомерсет и находится на берегу Кокс-Крик, притока реки Огайо. По данным Бюро переписи населения США Сомерсет имеет площадь 7,07 квадратных километра, из которых 0,1 % — сельскохозяйственные угодья, 4,4 % — государственная земля, 84 % — жилая застройка, 10,6 % — коммерческие предприятия. Через боро проходят одна межштатная и две автомагистрали штата.

## История
Боро Сомерсет было основано в 1795 году, а инкорпорировано в 1804 году. Оно было создано как административный центр новообразованного округа Сомерсет.

## Население
| Год переписи | Нас. |  | %±    |
| ------------ | ---- |  | ----- |
| 1800         | 280  |  | —     |
| 1810         | 489  |  | 74,6% |
| 1820         | 442  |  | −9,6% |
| 1830         | 649  |  | 46,8% |
| 1840         | 638  |  | −1,7% |
| 1850         | 866  |  | 35,7% |
| 1860         | 1001 |  | 15,6% |
| 1870         | 945  |  | −5,6% |
| 1880         | 1197 |  | 26,7% |
| 1890         | 1713 |  | 43,1% |
| 1900         | 1834 |  | 7,1%  |
| 1910         | 2612 |  | 42,4% |
| 1920         | 3121 |  | 19,5% |
| 1930         | 4395 |  | 40,8% |
| 1940         | 5430 |  | 23,5% |
| 1950         | 5936 |  | 9,3%  |
| 1960         | 6347 |  | 6,9%  |
| 1970         | 6269 |  | −1,2% |
| 1980         | 6474 |  | 3,3%  |
| 1990         | 6454 |  | −0,3% |
| 2000         | 6762 |  | 4,8%  |
| 2010         | 6277 |  | −7,2% |
| 2016         | 5991 |  | −4,6% |

По данным переписи 2010 года население Сомерсета составляло 6277 человек (из них 45,5 % мужчин и 54,5 % женщин), в городе было 2963 домашних хозяйств и 1570 семей. На территории города было расположено 3218 построек со средней плотностью 455 построек на один квадратный километр суши. Расовый состав: белые — 96,8 %, афроамериканцы — 0,8 %, азиаты — 0,9 %, коренные американцы — 0,2 %. 1,1 % имеют латиноамериканское происхождение.
Население города по возрастному диапазону по данным переписи 2010 года распределилось следующим образом: 20,5 % — жители младше 18 лет, 3,3 % — между 18 и 21 годами, 57,1 % — от 21 до 65 лет и 19,1 % — в возрасте 65 лет и старше. Средний возраст населения — 42,3 лет. На каждые 100 женщин в Сомерсете приходилось 83,4 мужчин, при этом на 100 совершеннолетних женщин приходилось уже 81,8 мужчин сопоставимого возраста.
Из 2963 домашних хозяйств 53,0 % представляли собой семьи: 36,9 % совместно проживающих супружеских пар (13,1 % с детьми младше 18 лет); 12,4 % — женщины, проживающие без мужей и 3,7 % — мужчины, проживающие без жён. 47,0 % не имели семьи. В среднем домашнее хозяйство ведут 2,06 человека, а средний размер семьи — 2,79 человека. В одиночестве проживали 40,9 % населения, 18,2 % составляли одинокие пожилые люди (старше 65 лет).

## Экономика

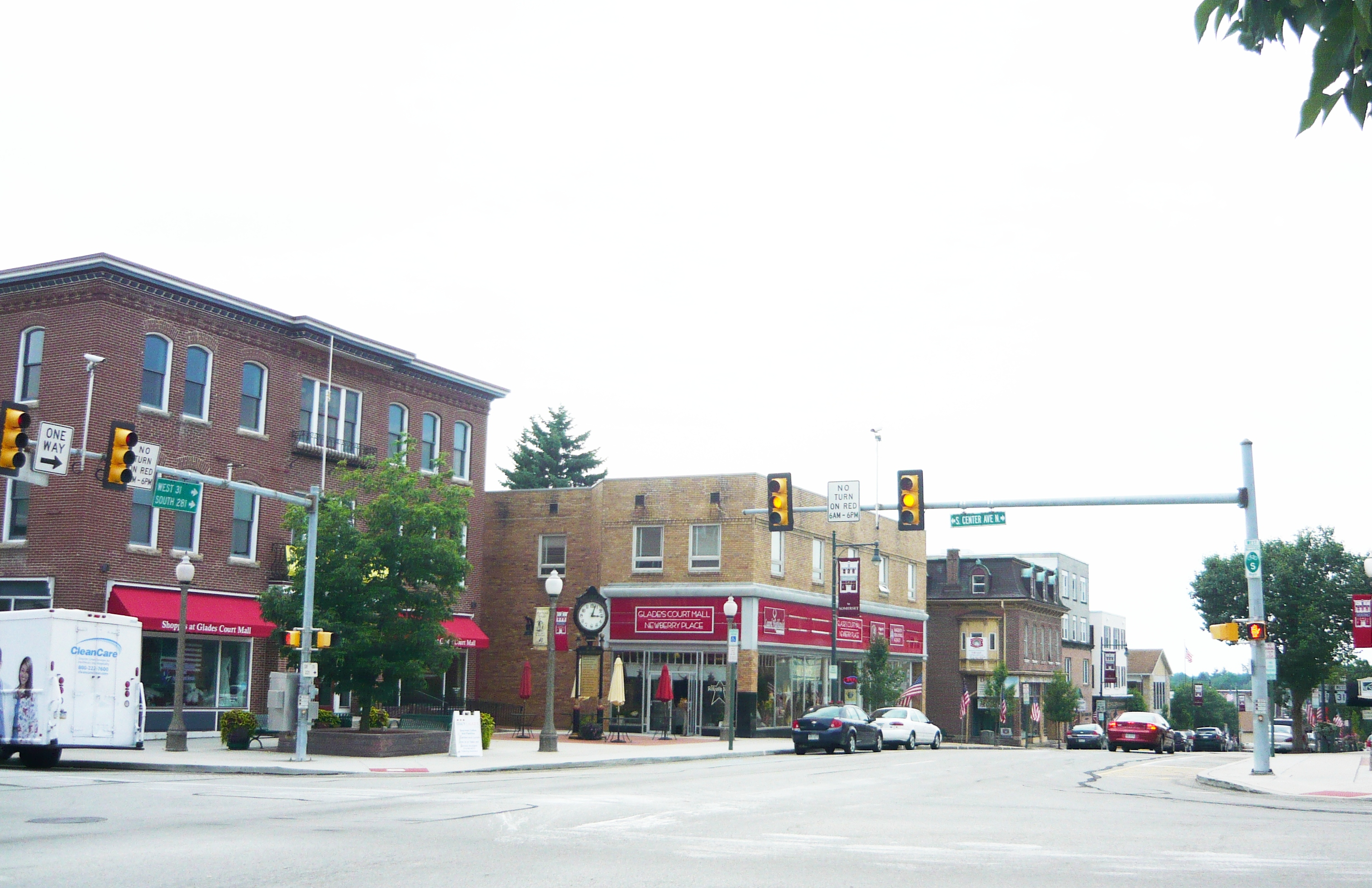
Главная улица Сомерсета

В 2016 году из 5043 человека старше 16 лет имели работу 2595. При этом мужчины имели медианный доход в 42 071 долларов США в год против 32 708 долларов среднегодового дохода у женщин. В 2016 году медианный доход на семью оценивался в 55 000 $, на домашнее хозяйство — в 36 716 $. Доход на душу населения — 25 340 $ в год. 15,6 % от всего числа семей в Сомерсете и 21,9 % от всей численности населения находилось на момент переписи за чертой бедности.